# Castelli (Buenos Aires)
Castelli es la ciudad cabecera del partido homónimo, en la  provincia de Buenos Aires, Argentina.

## Toponimia e historia

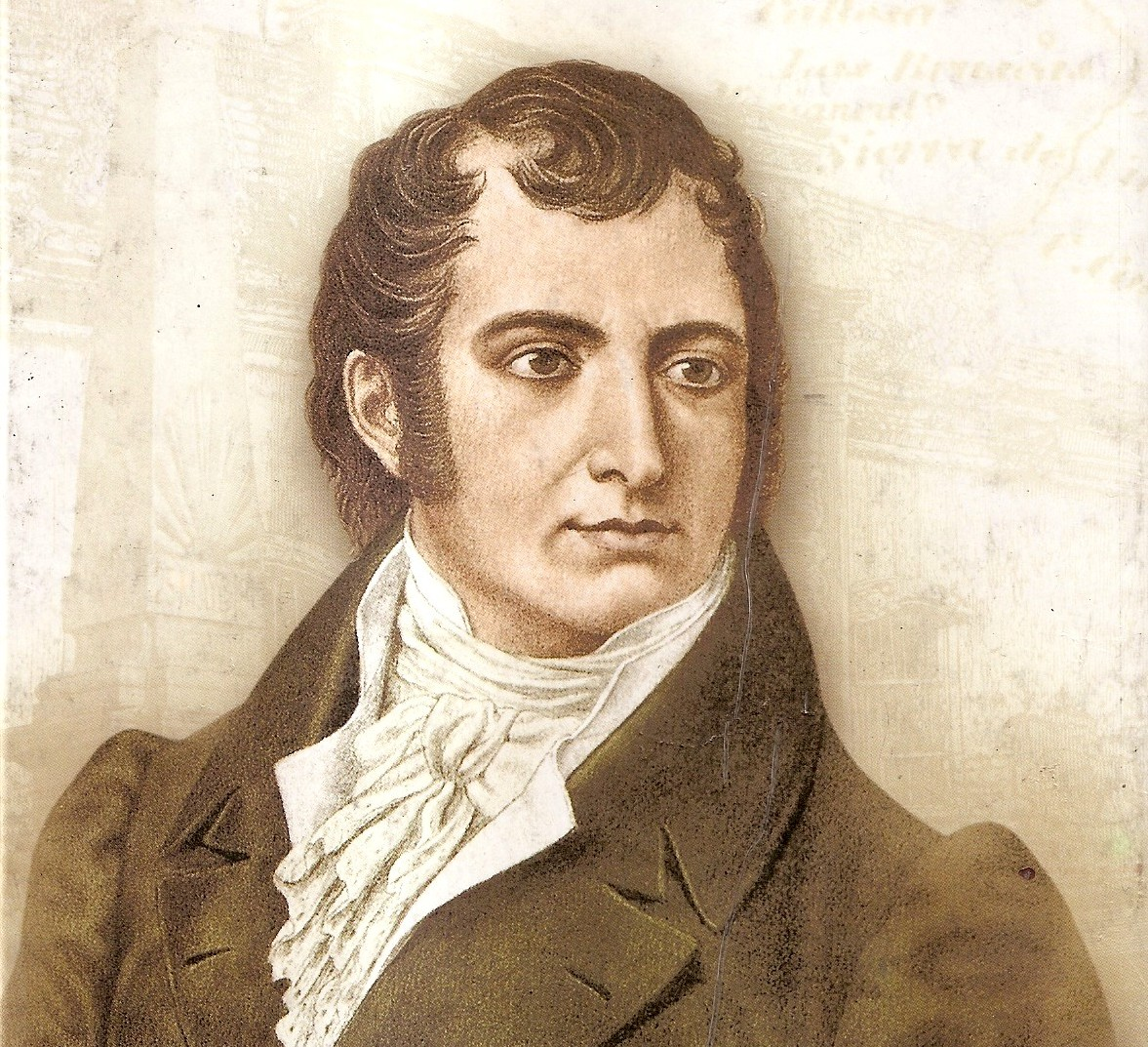
Juan José Castelli.

Su nombre rinde homenaje al político argentino Juan José Castelli, miembro de la Primera Junta de gobierno patrio, y recibió el nombre del Partido de Castelli, anterior a la fundación del pueblo, y del cual es cabecera.
En el año 1856, el gobierno del Estado de Buenos Aires ordenó la creación de un pueblo en la desembocadura del Río Salado, en el Rincón de López, campo propiedad de Gervasio Rosas, pero el proyecto no se realizó.
La ley provincial de 1865, promulgada por el gobernador Mariano Saavedra que establecía la división de la campaña provincial creó —entre varios otros— el Partido de Castelli, aunque no le asignó una cabecera. Durante un tiempo, la administración del mismo se llevó adelante desde la Estancia «El Arazá», y posteriormente las autoridades residieron en distintos lugares, entre ellos la estación del Ferrocarril del Sud denominada «Taillade» en agradecimiento al propietario de la estancia «La Rosita», que había cedido el terreno en que se había edificado la misma en 1874. Un año antes de esa fecha, se había establecido una escuela y biblioteca popular en las cercanías.
En 1883 se ordenó la fundación de un pueblo en la estación Taillade, denominado «Centro Taillade». El mismo fue declarado cabecera de partido el 16 de marzo de 1896, y se le cambió el nombre por el actual de «Castelli».

## Características
Se trata de una pequeña localidad ubicada en un ambiente rural, englobada en la llamada pampa deprimida o depresión del Salado.
Sus actividades económicas principales son de servicios a la producción agropecuaria; tradicionalmente, la región fue casi exclusivamente ganadera, aunque en la última década del siglo XX se inició un marcado crecimiento de la agricultura. Desde mediados de ese siglo ha tenido también una importante producción láctea.
La producción industrial es escasa, limitada a la fabricación de insumos a la producción agropecuaria y la industrialización de leche y carne.
Al estar localizada sobre la Autovía 2, principal ruta de acceso a los balnearios de la costa Atlántica, realiza también actividades económicas relacionadas con los servicios al tránsito vehicular que circula por la misma.

## Población
Cuenta con 6589 habitantes (Indec, 2010), lo que representa un incremento del 2,9% frente a los 6402 habitantes (Indec, 2001) del censo anterior.
| Gráfica de evolución demográfica de Castelli entre 1895 y 2010                                      |
| |
| El censo de 1914 no dio a conocer datos de localidades con menos de 2.000 habitantes.Fuentes: INDEC |

## Servicios turísticos

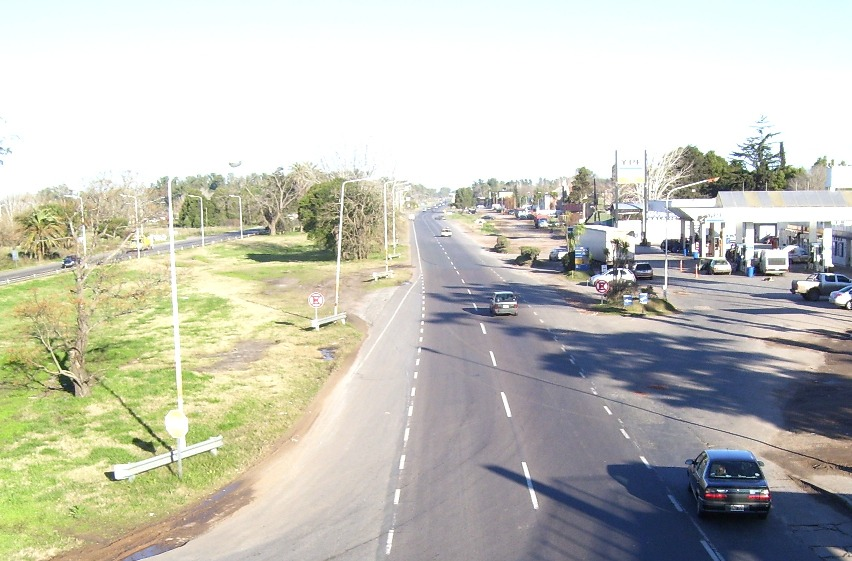
La Autovía 2 a su paso por Castelli.

La ciudad de Castelli tiene una escasa infraestructura hotelera adecuada para recibir turismo, a la que hay que sumarle algunos alojamientos para obreros temporarios.
Por otro lado, hay en el partido de Castelli algunas estancias que alojan turistas interesados en el turismo rural. Entre ellas la más conocida por los turistas que viajan por la Autovía 2 es la Estancia La Raquel, ubicada a corta distancia del puente de la misma sobre el río Salado. Simula un castillo medieval de colores vistosos y llamativos, y perteneció a la familia de Felicitas Guerrero, famosa heredera especialmente conocida por el crimen pasional que le costó la vida en 1872.
Existen, además, instalaciones de pesca en varias lagunas y sobre el río Salado, donde se puede acampar y alquilar embarcaciones menores.

## Jesús, el Camino
Entre los atractivos turísticos de Castelli se encuentra el «Calvario» ubicado sobre la laguna La Rosita, contigua a la ciudad. Si bien desde su construcción en la década de 1960 se ha deteriorado seriamente, a partir de 1998 ha sido parcialmente reacondicionado para ser escenario del espectáculo de teatro popular «Jesús... el Camino».
El mismo representa diversos pasajes de la vida y pasión de Jesús de Nazaret, centrado especialmente en los episodios de su muerte y resurrección. Es representado todos los jueves, viernes y sábado de cada Semana Santa por los habitantes de la ciudad, sumando más de 100 actores en escena y colaboradores.

## Museos
El Museo y Archivo Regional exhibe objetos paleográficos y arqueológicos de la región, entre ellos restos de especies tales como gliptodón, arthoterium, ballena franca austral, megatherium, así como restos de la cultura nativa de los indios Pampas y los restos de la reducción jesuita Nuestra Señora de la Concepción de los Pampas. La historia de las primeras familias fundadoras, así como también los inicios de la educación en todos su niveles, la iglesia, la sala de primeros auxilios, así también objetos de uso cotidiano y herramientas de la segunda mitad del siglo XIX y de la primera mitad del siglo XX.
El Museo "Crucero General Belgrano", de carácter privado sin fines de lucro,  nació en 1971, con el espíritu de colaborar, teniendo como objetivo el acceso de la población a conocer y visitar piezas de reconocido valor histórico. copias de cuadros de reconocidos artistas: Benito Quinquela Martín, A. Freyre, Marengo, Emilio Biggieri, catalejos de bronce de la marina de 1786, armas de fuego antiguas, sables de la marina Argentina, latones de la policía fronteriza y de la Real Armada Inglesa, entre muchos otros objetos de un incalculable valor cultural.

## El recuerdo de La California Argentina
La época más destacada en la historia del partido de Castelli está ligada a la empresa «La California Argentina», antigua productora de manzanas y sidra, cuyas arboledas llegaron a ser consideradas — más por amor propio que por precisión numérica — el manzanar más grande del mundo. La empresa dejó de existir a mediados del siglo XX, pero dejó un recuerdo de larga data en la cultura de la zona, extendiéndose también hacia la vecina ciudad de Dolores.

## Parroquias de la Iglesia católica en Castelli
| Diócesis  | Chascomús          |
| --------- | ------------------ |
| Parroquia | Santa Rosa de Lima |